# Sambeto River
Sambeto River är ett vattendrag i Fiji.   Det ligger i divisionen Västra divisionen, i den västra delen av landet, 120 km väster om huvudstaden Suva. Sambeto River ligger på ön Viti Levu.